# Tre Martelli
Tre Martelli es un grupo italiano de música folk.

## Trayectoria
"Tre Martelli" es la emanación musical de la asociación cultural "Trata Birata" eso se contrata al estudio, a la documentación y a la difusión de la cultura popular piemontesa desde 1977.
El cuidado en la investigación, la atención al estudio de diversos estilos populares y la madurez de la fase creativa han conseguido darles fama internacional.
Los numerosos conciertos que hacen alrededor de Europa y su producción discográfica confirman la buena acogida de su trabajo.

## Discografía
- 1978 Danza di luglio - demotape
- 1982 Trata Birata - Trata Birata, CL001
- 1985 Giacu Trus -	Pentagramma, LPPG 218
- 1987 La Tempesta - Trata Birata, TM 003
- 1991 Brüze Carvè - Trata Birata, TM 005
- 1995 Omi e Paiz - Robi Droli, rdc 5024
- 2000 Car der Steili - Felmay, 8023
- 2002 Semper Viv (antología) - Felmay, 8048
- 2005 Tra Cel e Tèra - Felmay, 8097
- 2012 Cantè 'r paròli - omaggio a Giovanni Rapetti - Felmay, 8193
- 2014 Tre Martelli & Gianni Coscia Ansema - Felmay, 8219
- 2017 40 gir 1977-2017 - Felmay, 8247
- 2021 Concerto di Natale - Felmay, 8279

### Antología
Folkautore - Madau dischi - 1989

Roots Music Atlas - Robi Droli - 1995

Gente del Piemonte - De Agostini - 1996

Roots Music Atlas – Italia 2 - Robi Droli - 1997

Musica popolare in Piemonte (1957-1997)- Regione Piemonte/CREL - 1997
 
Tradizione popolare e linguaggio colto 
nell’Ottocento e Novecento piemontese -	Ass. Cult. Trata Birata - 1998

Isolafolk-Decennale - Isolafolk - 2001

Feestival Gooik 1996-2001 - DKdisc - 2002

Capodanno celtico “Samonios” in musica - Divo 00006 - 2002

Omaggio al Piemonte vol. 2 - Regione Piemonte - 2002

Tribù Italiche “Piemonte” - WorldMusic 028 - 2002
 
Italie: instruments de la musique populaire - Buda Records - 2003

Tradicionarius 2003 XVI ediciò - Discmedi - Barcelona - 2003

Piemonte. Antología della musica antica e moderna - Dejavu Retro - 2004

Italia 3 – Atlante di musica tradizionale - Dunya records - 2004

Piemonte World - The stars look very different today - Regione Piemonte - 2005

Gong – Tradizioni in movimento - Gong - 2005

## Los conciertos más importantes
Canté ieuv – Brà (CN) - Italia - 1985

Broadstairs Folk Week – Gran Bretaña – 1986

Pontardawe International Folk Festival – Gran Bretaña – 1986

Biella Estate Folk - Italia – 1986

12° Canté Magg – Bergolo (CN)- Italia – 1987

Cantavalli ’88 (TO)- Italia – 1988

Pontardawe International Music Festival – Gran Bretaña – 1989

Towersey Village Festival – Gran Bretaña – 1989

Folk Music World – Londra, Gran Bretaña – 1989

Laboratorium – Stoccarda, Alemania – 1991

Cantavalli ’91 (TO)- Italia – 1991

Tre giorni di musica popolare – Suiza – 1992

Pontardawe Music Festival – Gran Bretaña  – 1992

Towersey Village Festival – Gran Bretaña – 1992

Cornwall Folk Festival – Gran Bretaña – 1992

European Celebration – Lincoln, Gran Bretaña – 1992

Folkarea – Alessandria - Italia – 1992

Itinerari Folk Estate – Trento - Italia - 1993

Folk Arts Festival – Sidmouth, Gran Bretaña – 1993

Harlekinade Folk Festival – Ludwigshafen, Alemania – 1994

Isola Folk – Suisio (BG) - Italia – 1994

Musik Alpes – Faverges, Francia – 1994

Festival de la Vieille Ville – Annecy, Francia – 1994

5° Rencontres Méditérranéennes – Francia – 1995

Estivalpes 95 – Francia – 1995

Saint-Chartier – Francia – 1995

Cantavalli ’95 (TO)- Italia – 1995

Musique et dances du mond – Romans, Francia – 1995

Festival Burgruine – Leofels, Alemania – 1995
 
Cornwall Folk Festival – Gran Bretaña – 1996

Towersey Village Festival – Gran Bretaña – 1996

Folkermesse- Italia – 1996
 
Fleadh – Milán - Italia – 1996

Les temps chauds – Francia – 1996

Mercé 96 – Barcelona, España – 1996

Folknuit, 1° Salone della Musica – Turín - Italia – 1996

Dranouter Folk Festival ’97 – Bélgica – 1997

Les Alpes en Musique – Valle de Aosta - Italia – 1997

Musik Alpes – Faverges, Francia – 1997

IX Mostra nacional de musica popular – Valls, España– 1997

Folkermesse - Italia – 1997
 
Feestival Gooik - Bélgica – 1998

Folkermesse – Italia – 1998
 
L’isola in collina – Ricaldone (AL) - Italia – 1999
 
E ben vena Magg – Alessandria - Italia – 2000
 
Folkest – Friuli - Italia – 2000

18^ festa della ghironda – Pragelato (TO - Italia) – 2000

Tacabanda - Bobbio Pellice (TO) - Italia - 2001

Jazz e altrove - Alessandria - Italia – 2001

Andar per Musica - Italia – 2001
 
Musiques du mond – Opèra national de Lyon, Francia – 2001

Feestival Gooik, Bélgica – 2002
 
Tradicionàrius, Festival folk internacional – Barcelona, España – 2003

Concertone, Suoni e balli sotto le stelle – Roccagrimalda (AL)- Italia – 2003

Folkermesse – Italia – 2004

Mediterrània – Manresa, España – 2004

Folkermesse – Italia – 2005

Towersey Village Festival – Gran Bretaña – 2005

Bridgnorth Folk Festival – Gran Bretaña – 2005

Cantè Bergera – Asti - Italia – 2005

Corsi d’Acqua e Percorsi – Alessandria - Italia – 2006

Concerto dei 30 anni – Alessandria - Italia – 2007

Musica all’Inverso – Val Chisone (TO) - Italia – 2007

Appennino Folk Festival - Italia – 2008

Piemonte in Musica - Italia – 2008

27° Cantamaggio – Morro d’Alba (AN)- Italia – 2009

13° EtéTrad Festival – Fénis (AO)- Italia - 2009

Teatro Araldo - Torino - Italia - 2010

Masca in Langa - Monastero Bormida (AT) - Italia - 2010

Teatro del Castello di Rivoli (TO) - Italia - 2011

Folkermesse - Italia – 2012

EtéTrad 2013 – Avise (AO) - Italia - 2013

Festival LE CANTE - Montecreto (MO) - Italia - 2014
	
La stanza della musica - RAI Radio3 - 2014

FolkClub (Torino) - Italia - 2015
Reis - Roero Folk Festival - Italia - 2015 
 EtéTrad 2015 - Italia - 2015
 Festival Trama - Eapaña - 2016

Vignale Monferrato Festival – Vignale M. (AL) - 2017

XXXV festa della Ghironda –  Pragelato (TO) - 2017

5° FESTinVAL – Tremonti di Sotto (PN) - 2017

33° Folkermesse – Casale M. (AL) - 2017

Tre Martelli & amis - festa/concerto dei 40 anni (Alessandria) - 2017 

Concerto di Natale - Teatro Comunale di Alessandria - 2018 

Rassegna "L'altra Musica" - Conservatorio "Antonio Vivaldi" di Alessandria - 2019 

Undarius - Festival de cultura popular y tradicional de Gerona - España - 2019

Concerto al conferimento del Premio Nazionale Città di Loano per la Musica Tradizionale Italiana - Loano (SV) - 2019

Lu Cianto Viol - Sampeyre (CN) - 2019  

Festival "Le vie dei Canti" - Casella (GE) - 2019 

Tre Martelli & Gianni Coscia – Concerto di Natale - Teatro Ambra - Alessandria 2019 

Rassegna "Non è mai poco quello che è abbastanza" - Novi Ligure 2020

26° edizione de: “L'Isola in Collina” – Ricaldone (AL) – con Gianni Coscia – 2021 

Festival di Musica e Canto popolare “Le Cante” - Montecreto (MO) - 2021

Etètrad 2021 – Teatro Romano di Aosta (AO) - 2021

Concerto di Natale - Teatro Ambra di Alessandria 2021 

La stanza della musica - RAI Radio 3 - 2021
 Aperto per Cultura – Alessandria - 2022 

Festa/Concerto dei 45 anni – Teatro Ambra di Alessandria - 2022 
 Biberach Folk Festival – Germania - 2023 

Sguardi 2024 – Alessandria - 2024